# 多重散乱理論
散乱理論では単独のポテンシャルにおける電子（散乱するものは電子以外にも光や他の粒子など様々なものが存在）の散乱を扱ったが、現実の散乱は、多数のポテンシャル下でかつ散乱される対象も多数存在する。また一つの電子に限っても、散乱は一回限りでなく複数回散乱される。このような多重な散乱を扱う理論が多重散乱理論(Multiple scattering theory)である。

## 格子上に配置したランダムなポテンシャル下での電子
多重散乱理論には扱う対象により様々なものが考えられるが、以下に一つの例として並進対称に配置した格子系において、各格子（サイト）上にポテンシャルがランダム（非周期的）に配置した場合を考える。以下、散乱されるのは電子としておく。
サイトnにあるポテンシャルをVn、自由電子（または無摂動）のハミルトニアンをH0として、系を記述するハミルトニアンHを、
{\displaystyle H=\,H_{0}+\sum _{n}V_{n}}
とする。次にこれを以下のように変形する。
{\displaystyle H=[H_{0}+{\tilde {V}}(z)]+\sum _{n}[V_{n}-{\tilde {V}}_{n}(z)]={\tilde {H}}(z)+v(z)}
ここで、
{\displaystyle {\tilde {V}}(z)=\sum _{n}{\tilde {V}}_{n}(z)}
であり、{\displaystyle {\tilde {V}}_{n}(z)}は任意の周期ポテンシャル。つまりポテンシャルVnを周期的部分{\displaystyle {\tilde {V}}}と非周期的部分{\displaystyle \,v}とに分けた訳である。zは複素エネルギー。上式で、v(z)は次のようvn(z)の和になっている。
{\displaystyle v(z)=\sum _{n}[V_{n}-{\tilde {V}}_{n}(z)]=\sum _{n}v_{n}(z)}
更に、この系におけるグリーン関数をG(z)とすると、G(z)は、
{\displaystyle G(z)={\frac {1}{z-{\tilde {H}}-v}}={\frac {1}{(z-{\tilde {H}})\left(1-{\frac {v}{z-{\tilde {H}}}}\right)}}}
であり、
{\displaystyle {\tilde {G}}={\frac {1}{z-{\tilde {H}}}}}
とし、非周期ポテンシャル部分vに関して展開すると、
{\displaystyle G(z)={\tilde {G}}\{1+v{\tilde {G}}+v{\tilde {G}}v{\tilde {G}}+\cdots \}={\tilde {G}}+{\tilde {G}}T{\tilde {G}}}
{\displaystyle T=v+v{\tilde {G}}v+v{\tilde {G}}v{\tilde {G}}v+\cdots }
となる。Tを総散乱行列と言う。総散乱行列Tをサイトの和の形で表すと、
{\displaystyle T=\sum _{n}v_{n}+\sum _{n}v_{n}{\tilde {G}}\sum _{m}v_{m}+\sum _{n}{\tilde {G}}\sum _{m}v_{m}{\tilde {G}}\sum _{p}v_{p}\cdots }
となる。サイトnのポテンシャルvnのみを考え、散乱理論の場合と同じ要領でt行列が定義できる。
{\displaystyle t_{n}=v_{n}\{1+{\tilde {G}}v_{n}+{\tilde {G}}v_{n}{\tilde {G}}v_{n}\cdots \}=v_{n}{\frac {1}{1-v_{n}{\tilde {G}}}}=v_{n}[1-v_{n}{\tilde {G}}]^{-1}}
加えて、
{\displaystyle t_{n}=v_{n}+v_{n}{\tilde {G}}\{v_{n}+v_{n}{\tilde {G}}v_{n}+v_{n}{\tilde {G}}v_{n}{\tilde {G}}v_{n}\cdots \}=v_{n}+v_{n}{\tilde {G}}t_{n}}
である。総散乱行列TはサイトnでのTnの和、
{\displaystyle T=\,\sum _{n}T_{n}}
と表現でき、各Tnは、
{\displaystyle {\begin{aligned}T_{n}&=v_{n}+v_{n}{\tilde {G}}\sum _{m}v_{m}+v_{n}{\tilde {G}}\sum _{m}v_{m}{\tilde {G}}\sum _{p}v_{p}+\cdots \\&=v_{n}\left\{1+{\tilde {G}}\left[\sum _{m}v_{m}+\sum _{m}v_{m}{\tilde {G}}\sum _{p}v_{p}+\cdots \right]\right\}\\&=v_{n}\left[1+{\tilde {G}}\sum _{m}T_{m}\right]\end{aligned}}}
更に、
{\displaystyle T_{n}=v_{n}+v_{n}{\tilde {G}}T_{n}+v_{n}{\tilde {G}}\sum _{m\neq n}T_{m}=t_{n}\left[1+{\tilde {G}}\sum _{m\neq n}T_{m}\right]}
である。ここで、
{\displaystyle (1-v_{n}{\tilde {G}})T_{n}=v_{n}+v_{n}{\tilde {G}}\sum _{m\neq n}T_{m},\quad t_{n}=v_{n}[1-v_{n}{\tilde {G}}]^{-1}}
よりtnが出てくる。以上から総散乱行列Tは、t行列により次のように表される。
{\displaystyle T=\sum _{n}t_{n}+\sum _{n}t_{n}{\tilde {G}}\sum _{m\neq n}t_{m}+\sum _{n}t_{n}{\tilde {G}}\sum _{m\neq n}t_{m}{\tilde {G}}\sum _{p\neq m}t_{p}+\cdots }

## 形式解の提示
ここでポテンシャルが全て同じであると考える。そして総散乱行列Tを次のように分解する。
{\displaystyle T=\,\sum _{n,n'}T_{nn'}}
分解されたTnn'は、
{\displaystyle T_{nn'}=t_{n}\delta _{nn'}+t_{n}G_{0}\sum _{m\neq n}T_{mn'}}
となる。G0は自由電子のグリーン関数とする（{\displaystyle {\tilde {G}}\to G_{0}}）。これにより、厳密な形式解を得ることができる。Tnn'は更に、
{\displaystyle {\begin{aligned}T_{nn'}&=t_{n}\delta _{nn'}+t_{n}G_{0}\sum _{m\neq n}(t_{m}\delta _{mn'}+t_{m}G_{0}\sum _{p\neq m}T_{pn'})\\&=t_{n}\delta _{nn'}+t_{n}G_{0}t_{n'}+t_{n}G_{0}\sum _{m\neq n}t_{m}G_{0}t_{n'}+\cdots \end{aligned}}}
となる。Tnn'はサイトnから始まって、サイトn'で終わる全ての散乱過程を記述していることとなる。一方Tnは、
{\displaystyle T_{n}=\,\sum _{n'}T_{nn'}}
であり、これはサイトnは考慮されるが、終点としてのサイトn'を考えていない。そして、Tnn'の形式解は（但し、ここでr→kへのフーリエ変換及び、角運動量表示を導入している）、
{\displaystyle T_{nn'}^{LL'}(\kappa )=\tau _{n}^{l}(\kappa )\left[\delta _{nn'}^{LL'}+\sum _{n_{1},L_{1}}B_{nn_{1}}^{LL_{1}}(\kappa )\cdot T_{{n_{1}}n'}^{{L_{1}}L'}(\kappa )\right]}
{\displaystyle T_{nn'}(\mathbf {k} ,\mathbf {k'} )=(4\pi )^{2}\sum _{L,L'}Y_{L}(\mathbf {k} )T_{nn'}^{LL'}(k,k')Y_{L'}(\mathbf {k'} )}　：　角運動量表示
となる（形式解導出の詳細は省略）。{\displaystyle B_{nn_{1}}^{LL_{1}}}は構造定数と言われるもので、結晶格子の種類にのみ依存する定数である。{\displaystyle \kappa =k={\sqrt {E}}}であり。L,L',lなどは軌道角運動量に関しての指標である。τn(κ)はt行列tnに相当する。ここで構造定数は具体的には、
{\displaystyle {\begin{aligned}B_{nn_{1}}^{LL_{1}}(\kappa )&=-\left[4\pi i\kappa \sum _{L_{1}}i^{l-l'-l_{1}}C_{LL'L_{1}}Y_{L_{1}}(\mathbf {R} _{n}-\mathbf {R} _{n'})h_{l}^{+}(\kappa |\mathbf {R} _{n}-\mathbf {R} _{n'}|)\right](1-\delta _{nn'})\\C_{LL'L_{1}}&=\int Y_{L}(\mathbf {q} )Y_{L'}(\mathbf {q} )Y_{L_{1}}(\mathbf {q} )\,d\Omega _{q}\end{aligned}}}

となる。{\displaystyle h_{l}^{+}}は球ハンケル関数、YLは球面調和関数である。尚、形式解は次のようにも表される。
{\displaystyle T_{nn'}^{LL'}(\kappa )=\{[\tau ^{-1}(\kappa )-B(\kappa )]^{-1}\}_{nn'}^{LL'}}
この形式解から、状態密度をD(E)の表式を得ることができる。この時、上式左辺を{\displaystyle T_{nn'}^{LL'}(\kappa )=T(\kappa )}と略して表示。
{\displaystyle {\begin{aligned}D(E)-D_{0}(E)&={\frac {2}{N\pi }}\mathrm {Im\,Tr} {\frac {d}{dE}}\ln[T(\kappa )]\\&=-{\frac {2}{N\pi }}\mathrm {Im\,Tr} {\frac {d}{dE}}\ln[\tau ^{-1}-B(\kappa )]\\&=-{\frac {2}{N\pi }}\mathrm {Im\,Tr} \left[T(\kappa )\left({\frac {d\tau ^{-1}}{dE}}-{\frac {dB(\kappa )}{dE}}\right)\right]\\&=-{\frac {2}{N\pi }}\mathrm {Im} \sum _{n,L}\sum _{n_{1},L_{1}}T_{nn_{1}}^{LL_{1}}\left[\delta _{{n_{1}}n}^{{L_{1}}L}{\frac {d(\tau _{n}^{l}(\kappa ))^{-1}}{dE}}-{\frac {d}{dE}}B_{{n_{1}}n}^{{L_{1}}L}(\kappa )\right]\end{aligned}}}
ここで、係数2はスピンの縮重度、Nは全サイト数、Imは虚数部分、Trはトレース（跡）を取ることを意味する。D0(E)は自由電子の状態密度。

## D0(E)の起源
グリーン関数から状態密度を求める式は（エネルギーは全てEとする）、
{\displaystyle D(E)=-{\frac {1}{\pi }}\mathrm {Im} \,G(E)=-{\frac {1}{\pi }}\mathrm {Im} \,\{{\tilde {G}}(E)+{\tilde {G}}(E)T(E){\tilde {G}}(E)\}}
であり（スピン縮重度などの係数は省略）、ここで{\displaystyle {\tilde {G}}(E)\to G_{0}(E)}とすると、
{\displaystyle {\begin{aligned}D(E)=-{\frac {1}{\pi }}\mathrm {Im} \,G(E)&=-{1 \over {\pi }}\mathrm {Im} \,\{G_{0}(E)+G_{0}(E)\,T(E)\,G_{0}(E)\}\\&=D_{0}(E)-{\frac {1}{\pi }}\mathrm {Im} \,G_{0}(E)\,T(E)\,G_{0}(E)\end{aligned}}}
となりD0(E)を移項すると、D(E) - D0(E)が出てくる。

## ランダムな系の多重散乱
以上は、ポテンシャルを全て同一とみなしたが、最初の前提であるポテンシャルがランダムである場合、その扱いは難しくなる。ランダムさ（乱れ）には構造的な乱れ、配置の乱れなど多様な状況を考えることができるが、ここでは先にあるように原子の配置のみが乱れた系である置換型の不規則二元合金を考えるのが比較的扱いが楽である。このランダムな問題を解くものとして、平均化によってランダムさを一様なものとして扱うアプローチがある。これに関係する近似手法として単サイト近似、平均場近似（有効媒質近似）がある。多重散乱理論を出発点として、このようなランダムな系を扱うバンド計算手法として、ATAやCPAがある。ランダムでない通常の周期的な系を、多重散乱理論を利用して解くバンド計算手法にKKR法がある。